# Ryan Teague
Ryan Graham Pun Teague (Randwick, 24 januari 2002) is een Australisch voetballer die sinds 2025 uitkomt voor KV Mechelen.

## Carrière
Teague begon zijn jeugdopleiding bij Maroubra United FC. Via Sydney Uni SFC en Sydney Olympic FC belandde hij bij de jeugd van Sydney FC, waar hij in september 2018 een eenjarig scholarship contract ondertekende. Een jaar later werd Teague overgeheveld naar het A-elftal van de club. Op 7 december 2019 maakte hij zijn officiële debuut voor het eerste elftal van de club: in de competitiewedstrijd tegen Brisbane Roar (5-1-winst) liet trainer Steve Corica hem in de 82e minuut invallen voor Luke Brattan. 
In januari 2020 versierde Teague een transfer naar de Portugese eersteklasser FC Famalicão. Teague speelde tijdens de eerste anderhalf jaar van zijn verblijf in Portugal vooral voor het beloftenelftal van de club in de Liga Revelação. Op 24 juli 2021 maakte hij zijn officiele debuut voor het eerste elftal van de club in een bekerwedstrijd tegen CD Feirense (0-1-winst), waarin hij in de 80e minuut mocht invallen. Later die zomer leende Famalicão hem voor een seizoen uit aan tweedeklasser Sporting Covilhã. Teague deed bij Covilhã ervaring op in het profvoetbal, maar na afloop van zijn uitleenbeurt kwam hij niet verder meer dan het beloftenelftal van Familicão. 
In september 2023 ondertekende Teague een driejarig contract bij Melbourne Victory.

## Interlandcarrière
Teague nam in 2019 met Australië –17 deel aan het WK onder 17 in Brazilië. Teague droeg er de aanvoerdersband. Op 25 maart 2025 maakte hij zijn interlanddebuut voor Australië in een WK-kwalificatiewedstrijd tegen China (0-2-winst).